# 鈴木択郎
鈴木 択郎（すずき たくろう、1898年7月6日-1981年1月6日 ）は、日本の中国研究者。愛知大学名誉教授。

## 経歴
1898年7月6日、栃木県に生まれる。1915年9月、上海の東亜同文書院商務科入学（第15期生）、1918年6月同卒業、江商入社。1920年9月、東亜同文書院助教授。1921年9月、東亜同文書院派遣北京留学（1923年4月まで）。1924年5月、東亜同文書院教授。1939年4月、東亜同文書院大学予科教授。1946年12月、愛知大学（旧制）予科教授。1949年4月、愛知大学（新制）文学部教授。門下生には今泉潤太郎（愛知大学名誉教授）がいる。1955年4月、中日大辞典編纂委員長（1968年4月まで）。1969年、中日文化賞受賞。1975年3月31日、愛知大学依願退職。同年4月1日、愛知大学名誉教授、中日大辞典編集主任。1977年11月、勲三等瑞宝章。

## 業績
東亜同文書院では同院独自の中国語教科書『華語萃編』シリーズの改訂や中国語教育研究雑誌『華語月刊』発行、『華日辞典』編纂事業などの中国語教育、研究活動に従事した。1945年の日本敗戦によって東亜同文書院大学が廃校となると、同学元学長本間喜一の愛知大学設立に参加して同校の教授となり、さらに同校の『中日大辞典』編纂に尽力した。

## 著作

### 単著
- 『標準支那語教本』初級編、東亜同文書院支那研究部、1934年。
- 『標準支那語教本』高級編、東亜同文書院支那研究部、1934年。

### 編著・共著
- 『現代支那講座』第6講、東亜同文書院支那研究部、1939年。
- 愛知大学国際問題研究所編『中華人民共和国の国家体制と基本動向 : 共同綱領の研究』勁草書房、1954年。
- 中日大辞典編纂処編『中日大辞典』初版、中日大辞典刊行会、1968年。

### 翻訳
- 張謇『張謇自訂年譜』内山書店、1942年。
- 老舎『四世同堂』第一部（上下）、第二部（上下）、 第三部、月曜書房、1953年。